# Черна дупка
Черната дупка е област в пространство-времето, в която гравитационното привличане е толкова силно, че тя не може да бъде напусната от нищо, дори движещо се със скоростта на светлината. Общата теория на относителността предвижда, че достатъчно компактна маса би могла да деформира пространство-времето до такава степен, че да се образува черна дупка. Около черната дупка се образува математически определима повърхнина, наречена хоризонт на събитията, която маркира мястото, от което връщането е невъзможно. Наименованието „черна дупка“ отразява свойството на този обект да поглъща цялата светлина, която достига до хоризонта, без да отразява част от нея, точно като абсолютно черното тяло от термодинамиката. Съгласно квантовата механика черната дупка все пак излъчва като черно тяло с крайна температура. Тази температура е обратно пропорционална на масата на черната дупка, което затруднява наблюдаването на излъчването при черни дупки със звездна или по-голяма маса.
Идеята за обекти, чието гравитационно поле е прекалено силно, за да бъдат напуснати от светлината, е обмисляна за пръв път през 18 век от Джон Мичъл и Пиер-Симон Лаплас. Първото съвременно приложение на общата теория на относителността, което характеризира черните дупки, е разработено от Карл Шварцшилд през 1916 г., макар че интерпретацията на неговото решение като област от пространството, която не може да бъде напусната от нищо, е оценена напълно едва четири десетилетия по-късно. Теоретичните изследвания през 60-те години на 20 век показват, че черните дупки, разглеждани дълго време като чисто математическа чудатост, са съществено следствие на общата теория на относителността, а откриването на неутронните звезди предизвикват интерес към гравитационно колабиралите компактни обекти като към възможна астрофизическа реалност.
Очаква се черни дупки със звездна маса да се формират при колапса на много масивни звезди в края на техния жизнен цикъл. След образуването на черна дупка тя може да продължи да расте, поглъщайки маса от заобикалящото я пространство. Чрез поглъщане на други звезди и сливане с други черни дупки, може да се формират свръхмасивни черни дупки с милиони пъти по-голяма маса от тази на Слънцето. Според общото разбиране свръхмасивни черни дупки съществуват в центровете на повечето галактики. Има съществени данни за наличието на черна дупка с повече от 4 милиона слънчеви маси в центъра на нашата галактика, Млечния път.
Въпреки невидимата им вътрешност, присъствието на черните дупки може да бъде установено чрез тяхното взаимодействие с друга материя, както и със светлината и с друго електромагнитно излъчване. По движението на звездите може да бъдат изчислени масата и местоположението на техен невидим съседен обект, като в някои случаи единственият известен обект, отговарящ на данните, е черна дупка. По този начин са идентифицирани множество кандидати за звездни черни дупки в двойни системи.

## История

### Ранни хипотези
Идеята за тяло, толкова масивно, че дори светлината да не може да го напусне, е предложена за пръв път от английския геолог Джон Мичъл през 1783 г. в писмо до Хенри Кавендиш от Британското кралско дружество. По това време Нютоновата теория за гравитацията и идеята за втора космическа скорост са добре известни. Мичъл изчислява, че тяло с радиус, 500 пъти по-голям от този на Слънцето, и със същата плътност би имало на повърхността си втора космическа скорост, равна на скоростта на светлината и следователно би било невидимо. Както казва той:
Ако радиусът на сфера със същата плътност като Слънцето надхвърля този на Слънцето в съотношение 500 към 1, тяло, падащо от безкрайна височина към него, би достигнало на повърхността му скорост, по-голяма от тази на светлината, и следователно, ако приемем, че светлината се привлича от същата сила като другите тела, пропорционално на нейната vis inertiae, цялата светлина, излъчвана от такова тяло, би се върнала към него от неговата собствена гравитация.
През 1796 г. френският математик Пиер-Симон Лаплас предлага същата идея в първото и второто издание на книгата си „Изложение на системата на света“ („Exposition du système du monde“), като тя изчезва от следващите издания на книгата. Идеята за черни дупки не привлича голямо внимание през 19 век, тъй като светлината се счита за безмасова вълна, която не се влияе от гравитацията.

### Обща теория на относителността
През 1915 г. Алберт Айнщайн разработва общата теория на относителността, след като по-рано е показал, че гравитацията влияе на движението на светлината. Няколко месеца по-късно Карл Шварцшилд дава решение на уравненията на Айнщайн, което описва гравитационното поле на точкова и сферична маса. Няколко месеца след Шварцшилд Йоханес Дросте, студент на Хендрик Лоренц, самостоятелно стига до същото решение за точкова маса и описва по-подробно неговите свойства. Това решение има особеност, наричана днес радиус на Шварцшилд, където то става сингулярно, т.е. някои от параметрите на уравненията на Айнщайн стават безкрайни. Характерът на тази повърхнина не е напълно разбран по това време. Въпреки това, Айнщайн отхвърля тази идея като грешка в част от собствената си теория. През 1924 г. Артър Едингтън демонстрира, че сингулярността изчезва при промяна на координатната система, но едва през 1933 г. Жорж Льометр установява, че това прави сингулярността на радиуса на Шварцшилд нефизическа координатна сингулярност.
През 20-те години на XX век Субраманиан Чандрасекар твърди, че според специалната теория на относителността неизлъчващо тяло над определена маса, известна днес като граница на Чандрасекар, би колабирало. Известният по това време астроном Артър Едингтън се противопоставя на това твърдение, смятайки, че нещо неизбежно би предотвратило такъв колапс.
През 1939 Робърт Опенхаймер и Снайдер предвиждат, че масивни звезди могат да претърпят драматичен гравитационен колапс. Известно време тези обекти са наричани замръзнали звезди, тъй като колапсът би се наблюдавал като бързо забавяне и силно почервеняване около радиуса на Шварцшилд. Въпреки това тези хипотетични обекти не са предмет на голям теоретичен интерес до края на 60-те години на ХХ век.
Интересът към обекти, претърпели гравитационен колапс, оживява през 1967 с откритието на пулсарите. За пръв път изразът „черна дупка“ се употребява от физика-теоретик Джон Уилър. До този момент понякога се използва термина черна звезда. Черна звезда се появява и в първите епизоди на Стар Трек.

## Описание – понятия и проблеми
Тъй като нищо не може да напусне черната дупка, то не е възможно наблюдател извън нея да добие информация за процеси, ставащи във вътрешността ѝ. Черните дупки нямат наблюдаеми външни свойства, които да могат да бъдат използвани, за да се определи какво става във вътрешността им. Според класическата обща теория на относителността черните дупки могат да бъдат характеризирани изцяло с три параметъра: маса, момент на импулса и електрически заряд.
Обичайното разбиране за черните дупки се базира на идеята за пространство-време от общата теория на относителността, тъй като най-важните им свойства са свързани с изкривяване на геометрията на окръжаващото ги време-пространство. Идеята за липса на индивидуални отличителни белези на черните дупки се заражда първоначално като предположение направено от Бакенщайн, по-късно потвърдено от Картър, Вернер Израел, Робинсън и Хокинг и придобива известност като „теорема за липса на коса“. Нейно следствие е може би безвъзвратното загубване на информация зад непреодолимата граница на хоризонта на събитията. Запазването на изобщо някакви характеристики се обяснява с определянето им чрез далекодействащи полета, а именно – гравитационно (маса, момент на импулса) и електромагнитно (електричен заряд).

### Хоризонт на събитията
Въображаемата сферична повърхнина, ограждаща цялата маса на черната дупка, се нарича хоризонт на събитията. На хоризонта на събитията втора космическа скорост е равна на скоростта на светлината. По този начин нищо от вътрешната страна на хоризонта на събитията, включително фотоните, не може да преодолее хоризонта на събитията поради извънредно силното гравитационно поле. Частици извън тази област могат да падат вътре, пресичайки хоризонта на събитията, без да могат отново да го напуснат.
Изкривяването на време-пространството в силни гравитационни полета води до забавяне на времето. Това явление е установено експериментално през 1976. В близост до черна дупка, забавянето на времето се увеличава силно. От гледна точка на външен наблюдател изглежда, че е необходимо безкрайно дълго време за приближаване на обект до хоризонта на събитията, в който момент светлината, идваща от него е безкрайно червено-отместена. За отдалечен наблюдател изглежда, че обектът, падайки все по-бавно, доближава, но никога не достига, хоризонта на събитията. От гледна точка на самия падащ обект обаче времето за достигане на хоризонта на събитията и достигане на сингулярността е крайно.
Широко разпространена заблуда е, че обекти извън хоризонта на събитията се „засмукват“. Тяло, извън хоризонта на събитията, ще изпитва същото гравитационно въздействие от черната дупка, като от кое да е тяло с такава маса (съществуват звезди, по-масивни от някои черни дупки). При превръщането си в черна дупка, звездата не печели маса – т.е. масата на черната дупка е равна на тази на прогенитора ѝ.

### Сингулярност
В центъра на хоризонта на събитията съществува сингулярност, място, където според общата теория на относителността, пространство-времето има безкрайна кривина (т.е. гравитацията става безкрайно силна). Пространството във вътрешността на хоризонта на събитията е особено с това, че сингулярността е буквално единственото възможно бъдеще, така че всички частици трябва да се движат към нея. Това означава, че има концептуална неточност в нерелативистичната идея за черна дупка, предложена първоначално от Джон Мичъл през 1783. Според него втора космическа скорост е равна на скоростта на светлината, но все пак е теоретично възможно от черната дупка да бъде изваден обект (например като се изтегли с въже). Общата теория на относителността елиминира тази възможност, защото след влизането му отвъд хоризонта на събитията, времевата линия на обекта съдържа крайна точка на самото време и никоя възможна мирова линия не пресича хоризонта на събитията.
Очаква се, че бъдещи уточнения или заместители на общата теория на относителността (особено квантова теория на гравитацията) ще променят сегашните възгледи за същността на черните дупки. Повечето теоретици интерпретират математическата сингулярност на уравненията като признак за непълнотата на сегашната теория и смятат, че в близост до сингулярността се появяват нови неизвестни явления.

### Падане в черна дупка
Да си представим, че злощастен космонавт пада радиално към центъра на проста невъртяща се черна дупка. Колкото повече се приближава към хоризонта на събитията, толкова по-дълго е нужно на излъчваните от него фотони да излязат от гравитационното поле на черната дупка. Далечен наблюдател би видял как спускането на космонавта се забавя, докато приближава хоризонта на събитията, като че ли никога не го достига.
Въпреки това в собствената си отправна система космонавтът ще пресече хоризонта на събитията и ще достигне сингулярността в краен период от време. След пресичането на хоризонта, той вече няма да може да бъде наблюдаван от външната вселена. Докато пада, той ще забележи как краката му постепенно стават все повече червено-отместени, докато станат невидими. При доближаване до сингулярността, градиентът на гравитационното поле от главата до краката му ще стане значителен и той ще се чувства разтегнат и, в крайна сметка, разкъсан. Този процес е известен като спагетификация. В близост до сингулярността градиентът става достатъчно голям, за да разкъсва атоми. Точката, в която тези приливни сили стават фатални, зависи от размера на черната дупка. За много голяма черна дупка, като предполагаемо намиращите се в центъра на галактиките, точката се намира доста навътре от хоризонта на събитията, така че космонавтът може да го премине безболезнено. Обратно, при малка черна дупка тези приливни ефекти могат да станат фатални дълго преди достигането на хоризонта на събитията.

### Въртящи се черни дупки
Според теорията хоризонтът на събитията на черна дупка, която не се върти, е сферичен, а сингулярността ѝ (казано неформално) е точка. Ако черната дупка има момент на импулса, наследен от звезда, въртяща се в момента на колапса си, тя започва да увлича пространство-времето около хоризонта на събитията в ефект, известен като гравитомагнетизъм (англ. Frame-Dragging). Въртящата се област около хоризонта на събитията се нарича ергосфера и има елипсоидна форма. Тъй като ергосферата се намира извън хоризонта на събитията, е възможно съществуването на обекти в нея, без задължително да падат в дупката. Въпреки това, поради движението на самото пространство-време в ергосферата, за тези обекти е невъзможно да остават на постоянно място. Обектите в ергосферата могат при определени обстоятелства да бъдат изхвърлени навън с голяма скорост, извличайки енергия (и ъглов момент) от дупката, откъдето идва и наименованието ергосфера („сфера на работа“).

### Свръхмасивни черни дупки
Предполага се че има свръхмасивни черни дупки в центъра на големите галактики, с размери, равни на 1% от големината на типична галактика, наричани още квазари. С голямата си маса, те привличат останалата част от галактиката чрез гравитация. При редки случаи на сблъсъци на галактики свръхмасивните черни дупки се привличат една друга и се сливат. Макар и рядко, това е достатъчно голямо събитие, за да бъде засечено и има няколко кандидата.

### Ентропия и лъчение на Хокинг
През 1971 Стивън Хокинг показва, че общата площ на хоризонта на събитията на произволна група класически черни дупки не може да намалява. Това звучи много подобно на Втория принцип на термодинамиката, като площта играе ролята на ентропия. Якоб Бекенщайн предполага, че ентропията на черната дупка наистина е пропорционална на площта на нейния хоризонт на събитията. През 1974 Хокинг прилага квантовата теория на полето към полукласическо изкривено пространство-време и установява, че черните дупки могат да излъчват топлинни лъчи, известни като лъчение на Хокинг. Това му дава възможност да изчисли ентропията, която наистина е пропорционална на площта, потвърждавайки хипотезата на Бекенщайн. По-късно е установено, че черните дупки са обекти с максимална ентропия, което означава, че максималната ентропия на част от пространството е ентропията на най-голямата черна дупка, която може да се събере в него. Това довежда до хипотезата за холографския принцип.
Лъчението на Хокинг се генерира точно извън хоризонта на събитията и не носи информация за вътрешността ѝ. Все пак това означава, че черните дупки не са напълно черни. Нещо повече, от ефекта следва, че черните дупки бавно се изпаряват с времето. Въпреки че тези ефекти са пренебрежими за обекти с астрономически размери, те са значителни за хипотетично много малки черни дупки, където преобладават квантовите ефекти. Очаква се малките черни дупки да претърпят бързо изпарение и да изчезнат в експлозия на радиация. Следователно всяка черна дупка, която не може да консумира нова маса, има крайно време на живот, което е функция от масата ѝ.
На 21 юли 2004 Стивън Хокинг представя нов довод за това, че черните дупки евентуално излъчват информация за това, което са погълнали, обръщайки предишната си позиция за загубата на информация. Той предполага, че квантовите пертурбации на хоризонта на събитията могат да позволят на информация да излезе от черната дупка, което да повлияе на радиацията на Хокинг. Теорията все още се обсъжда и ако бъде приета, вероятно би разрешила информационния парадокс на черните дупки. Междувременно съобщението предизвиква силно внимание сред медиите.

## Реалност на черните дупки

### Съществуват ли черни дупки?
Общата теория на относителността, както и повечето други метрични теории за гравитацията, не само твърди, че черни дупки могат да съществуват, но всъщност предвижда, че те ще се образуват в природата, стига достатъчно маса да се натрупа в дадена област от пространството, чрез процес, наречен гравитационен колапс. С натрупването на маса в определена област от време-пространството, гравитацията ѝ става все по-силна или, в релативистична терминология, пространството около нея все по-силно се деформира. Когато втора космическа скорост на дадено разстояние от центъра достигне скоростта на светлината, там се образува хоризонт на събитията, вътре в който масата неизбежно пада към една точка, образувайки сингулярност.
Количественият анализ на тази идея довежда до предвиждането, че звезда с маса, около три пъти по-голяма от тази на Слънцето, почти неизбежно би достигнала момент в своята еволюция, когато, изразходвала всичкото си ядрено гориво, би се свила до критичния размер, необходим за гравитационен колапс. След като той започне, колапсът не може да бъде спрян от никаква физическа сила и възниква черна дупка.
Звездният колапс би генерирал черни дупки, съдържащи поне три слънчеви маси. По-малки черни дупки могат да възникнат, само ако материята им е подложена на достатъчен натиск от източник, различен от собствената им гравитация. Смята се, че огромните напрежения, необходими за това, са съществували в най-ранните стадии от образуването на Вселената, създавайки първични черни дупки с маси, по-малки дори от тази на Слънцето.
Също е възможно образуването на свръхмасивни черни дупки, съдържащи милиони и милиарди слънчеви маси, когато голям брой звезди са групирани в сравнително малка област в пространството или чрез падане на голямо количество маса в черна дупка, или чрез многократно сливане на по-малки черни дупки. Смята се, че необходимите за това условия съществуват в центъра на всички галактики, включително нашия Млечен път.

### Могат ли да бъдат открити?
Според теорията черните дупки не могат да бъдат открити по светлината, която се излъчва или отразява от материята вътре в тях. Те все пак могат да се забележат чрез явленията около тях, като гравитационните лещи или звезди, които изглежда, че се въртят около пространство, където няма видима материя.
Смята се, че най-очевидните ефекти са при падането на материя в черна дупка, която (подобно на вода, изтичаща в канализацията) се очаква да се събира в извънредно горещ и бързо въртящ се акреционен диск около обекта преди да бъде погълнат от него. Триенето между съседните зони на диска го нагорещява извънредно и той излъчва големи количества рентгенови лъчи. Това нагряване е особено ефективно и може да превърне около 50% от масата на даден обект в радиация. За сравнение ядреният синтез може да преобразува само няколко процента от масата. Други предвидени ефекти са тънките струи от частици с релативистки скорости, изхвърлени по протежение на оста на диска.
От друга страна акреционни дискове, струи и орбитиращи обекти се наблюдават не само около черните дупки, но и около други обекти, например неутронни звезди. Динамиката на телата около тези обекти е до голяма степен, макар и не напълно, идентична с динамиката на телата около черните дупки. Затова обикновено наблюденията на акреционни дискове и орбитални движения просто показват мястото на компактен обект с определена маса и не говорят много за природата на този обект. Идентификацията на даден обект като черна дупка изисква допускането, че никой друг обект или свързана система обекти не може да бъде толкова масивен и компактен. Повечето астрофизици приемат това, тъй като според общата теория на относителността всяка концентрация на маса с достатъчна плътност трябва да колабира в черна дупка.
Важна наблюдаема разлика между черните дупки и други компактни масивни обекти е, че всяка падаща върху вторите материя би се сблъскала с тях при релативна скорост, предизвиквайки неравномерни избухвания от рентгенови лъчи и друга силна радиация. Така липсата на такива избухвания около компактна концентрация на маса свидетелства, че обектът е черна дупка.

### Открити ли са черни дупки?
Днес има голямо количество непреки астрономически наблюдения на черни дупки в два обхвата на масите:
- звездна черна дупка с маси на типична звезда (4 до 15 пъти тази на Слънцето)
- свръхмасивни черни дупки с маси може би 1% от масата на типична галактика

Освен това има известни свидетелства за черни дупки с междинни маси, с няколко хиляди слънчеви маси. Те може би са в основата на образуването на свръхмасивните черни дупки.
Кандидатите за черни дупки със звездна маса се идентифицират най-вече чрез наличието на акреционни дискове със съответния размер и скорост и без неравномерните избухвания, които се очакват при дискове около други компактни обекти. Черните дупки със звездна маса може би участват в изригвания на гама-лъчи, въпреки че наблюденията на такива изригвания, свързани с образуването на свръхнови, намаляват вероятността от такава връзка.
Първите кандидати за масивни черни дупки са активните галактични ядра и квазарите, открити от радиоастрономите през 1960-те. Ефективното преобразуване на маса в енергия при триенето в акреционния диск на черна дупка изглежда е единственото обяснение за изобилната енергия, генерирана от такива обекти. След наблюдения на движенията на звезди около центъра на галактиките през 1980-те се предполага, че свръхмасивни черни дупки съществуват в центъра на повечето галактики, включително Млечния път. Sagittarius A* днес се приема за най-правдоподобния кандидат за място на свръхмасивна черна дупка в центъра на Млечния път.
Днес се счита, че всички галактики могат да имат свръхмасивни черни дупки в своя център и че тази черна дупка поглъща газ и прах, генерирайки огромни количества електромагнитно лъчение, докато цялата близка маса бъде погълната и процесът спре. Това обяснява и защо в близост до тях няма квазари. Въпреки че детайлите все още не са изяснени, изглежда растежът на черната дупка е тясно свързан с растежа на сфероидния компонент (елиптична галактика или струпването на спирална галактика), в който тя пребивава. Интересно е, че няма свидетелства за масивни черни дупки в центъра на кълбовидните звездни купове, което предполага, че те са коренно различни от галактиките.
Има някои предпазливи сведения за образуването на малки черни дупки на Земята в ускорители на частици, но това все още не е потвърдено. Няма наблюдавани кандидати за първични черни дупки.

### Скорошни открития
През 2004 е открито предполагаемо струпване на черни дупки, което разширява разбирането ни за разпределението на черните дупки във Вселената. Това откритие предизвиква значително преразглеждане на възгледите на учените за броя на черните дупки – очакваният брой нараства петкратно.
През юли 2004 астрономи откриват обект, за който предполагат, че е гигантската черна дупка Q0906+6930 в центъра на галактика в съзвездието Голяма мечка. Размерът и оценките за възрастта на черната дупка могат да помогнат за определянето на възрастта на Вселената.
През ноември 2004 група астрономи съобщава за откритието на първата черна дупка с междинна маса в нашата Галактика, движеща се по орбита на разстояние три светлинни години от Sagittarius A*. Тази черна дупка с маса 1300 пъти по-голяма от Слънцето е в един куп от седем звезди, вероятно остатък от масивен звезден куп, откъснат от галактическия център. Това наблюдение може да подкрепи идеята, че супермасивните черни дупки нарастват чрез поглъщане на околните по-малки черни дупки и звезди.
През февруари 2005 е установено че синият гигант SDSS J090745.0+24507 напуска Млечния Път със скорост, два пъти по-голяма от втора космическа скорост (0.0022 от скоростта на светлината). Траекторията на звездата може да бъде проследена назад към ядрото на Галактиката. Високата скорост на тази звезда е в подкрепа на хипотезата за съществуване на супер масивна черна дупка в центъра на Галактиката.

## Математически апарат
Съществуването на черните дупки се предвижда от общата теория на относителността на Алберт Айнщайн. В частност те са в метриката на Шварцшилд, едно от първите и най-прости решения на уравненията на Айнщайн, формулирано от Карл Шварцшилд през 1915. Това решение описва кривината на пространство-времето в околността на неподвижен обект със сферична симетрия и с метрика
{\displaystyle ds^{2}=-\left(1-{2M \over r}\right)dt^{2}+\left(1-{2M \over r}\right)^{-1}dr^{2}+r^{2}d\Omega ^{2}},
където се използват релативистични единици {\displaystyle c=G=1}, а {\displaystyle d\Omega ^{2}=d\theta ^{2}+\cos ^{2}\theta \;d\phi ^{2}} е диференциален елемент от пространствен ъгъл.
Според решението на Шварцшилд гравитационен обект би колабирал в черна дупка, ако радиусът му е по-малък от определена стойност, известна като радиус на Шварцшилд. Под този радиус пространство-времето е толкова изкривено, че всеки квант светлина, излъчен от тази област, независимо от посоката на първоначалната му скорост, ще се отправи към центъра на системата. Тъй като специалната теория на относителността не допуска нищо да се движи по-бързо от светлината, всичко в обхвата на радиуса на Шварцшилд, включително съставните частици на гравитационния обект, би колабирало към центъра. В тази точка се образува гравитационна сингулярност, област с теоретично безкрайна плътност. Тъй като дори светлината не може да напусне радиуса на Шварцишилд, класическата черна дупка наистина би изглеждала черна.
Радиусът на Шварцшилд се задава с {\displaystyle r_{s}=2M} в релативистични единици, както по-горе, или
{\displaystyle r_{s}={2\,GM \over c^{2}}}
където G е гравитационната константа, M е масата на обекта, а c е скоростта на светлината. За обект с масата на Земята, радиусът на Шварцшилд е едва 9 мм – размерът на топче за игра.
Средната плътност в радиуса на Шварцшилд намалява с нарастване на масата на черната дупка, така че черна дупка с масата на Земята би имала плътност от 2 × 1030 кг/м3, а свръхмасивна черна дупка с 109 слънчеви маси едва 20 кг/м3, 50 пъти по-малка от тази на водата. Средната плътност се получава от
{\displaystyle \rho ={\frac {3\,c^{6}}{32\pi M^{2}G^{3}}}}
Тъй като Земята има среден радиус от 6371 km, тя трябва да бъде свита 4 × 1026 пъти, за да се свие до размерите на черна дупка. За обект с масата на Слънцето, радиусът на Шварцшилд е приблизително 3 km, много по-малък от сегашния радиус на Слънцето от 700 000 km. Той е и значително по-малък от радиуса, до който Слънцето би се свило след изразходването на своето ядрено гориво, който е няколко хиляди километра. По-масивни звезди могат да колабират до черни дупки в края на своя жизнен цикъл.
По-общи черни дупки са предвидени и от други решения на уравненията на Айнщайн, като метриката на Кер за въртяща се черна дупка, която има пръстеновидна сингулярност, и метриката на Райснер-Нордстрьом, за електрически заредени черни дупки.